# Omalodes laceratus
Omalodes laceratus är en skalbaggsart som beskrevs av Sylvain Auguste de Marseul 1853. Omalodes laceratus ingår i släktet Omalodes och familjen stumpbaggar. Inga underarter finns listade i Catalogue of Life.